# Associazione Calcio Andrea Doria 1936-1937
Questa voce raccoglie le informazioni riguardanti l'Associazione Calcio Andrea Doria nelle competizioni ufficiali della stagione 1936-1937.

## Rosa
| N. |                   | Ruolo | Calciatore          |
| -- | ----------------- | ----- | ------------------- |
|    | Italia (bandiera) |       | Giuseppe Caviglione |
|    | Italia (bandiera) |       | Marco Costa         |
|    | Italia (bandiera) |       | Lorenzo Forlani     |
|    | Italia (bandiera) | A     | Amato Gastaldi      |
|    | Italia (bandiera) |       | Francesco Giorcelli |
|    | Italia (bandiera) |       | Mario Grassi        |
|    | Italia (bandiera) |       | Mario Greppi        |
|    | Italia (bandiera) |       | Enrico Ivaldi       |

| N. |                   | Ruolo | Calciatore         |
| -- | ----------------- | ----- | ------------------ |
|    | Italia (bandiera) | D     | Giovanni Nizzi     |
|    | Italia (bandiera) |       | Ilario Parenti     |
|    | Italia (bandiera) |       | Giovanni Pastorino |
|    | Italia (bandiera) | A     | Bartolomeo Poggi   |
|    | Italia (bandiera) | A     | Quinto Rosso       |
|    | Italia (bandiera) |       | Luigi Sanflorian   |
|    | Italia (bandiera) | C     | Pietro Taverna     |
|    | Italia (bandiera) |       | Ercole Traversa    |